# 미얀마의 철도

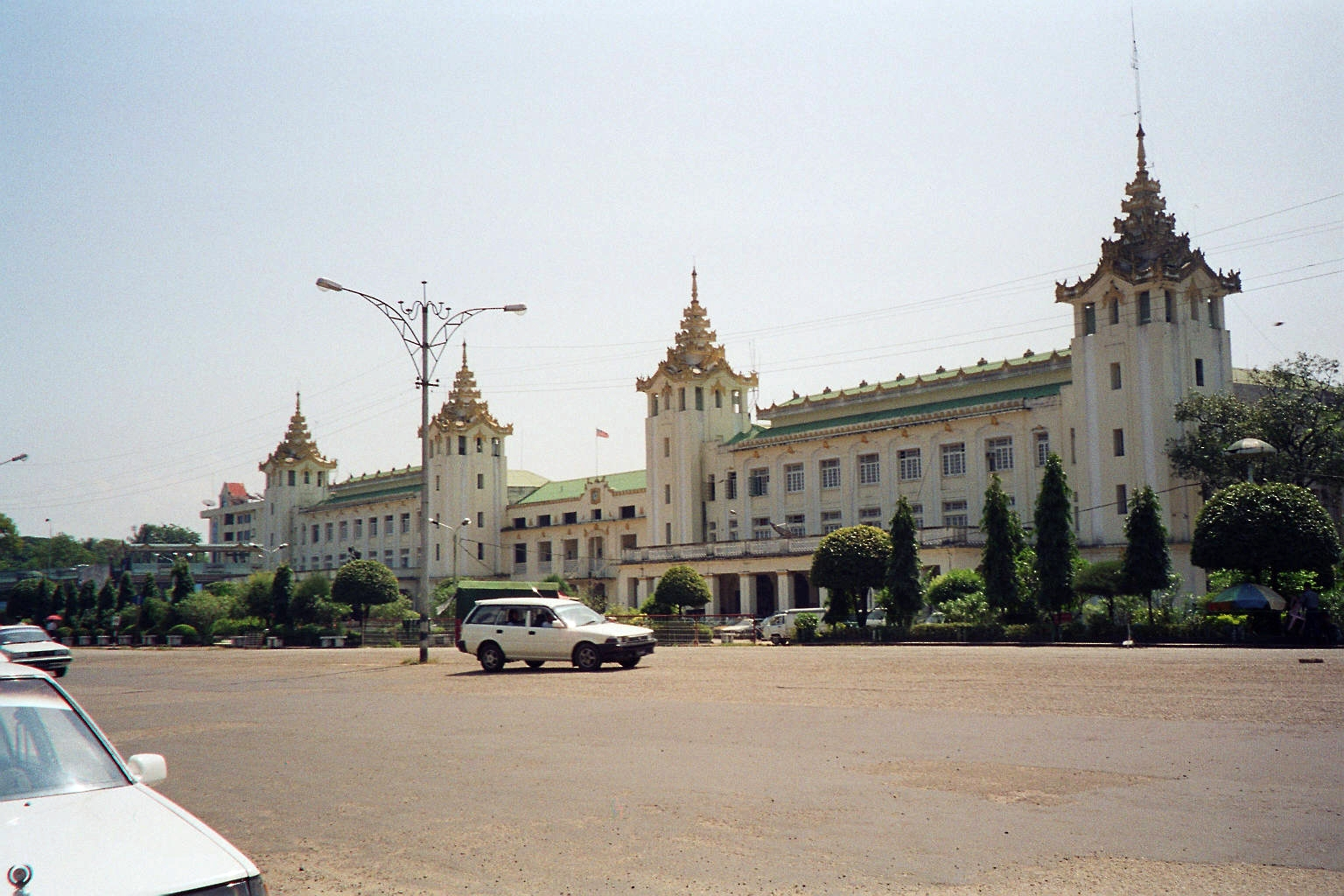
양곤 철도역

미얀마의 철도는 총 3,991km의 철도망을 갖추고 있으며 철도운수부 산하의 미얀마 철도에서 운영하였다.

## 역사
1877년 5월 첫 열차가 양곤에서 삐아로 출발하여 163마일 떨어진 곳으로 향했다. 미얀마 북부 지역이 합병되자 중국 국경지대로의 철도 건설이 이뤄지면서 비옥한 고원지대로의 진출이 이뤄지게 됐다. 이는 윈난성 일대로 철도가 뻗어나갈 수 있으리란 속셈이기도 했는데 동남아시아 대부분이 프랑스 지배에 놓여있었기 때문에 중국과 양곤을 연결함으로써 무역 거점을 만들 수 있을 것으로 영국 측이 계산했기 때문이었다. 그러나 이 계획은 결코 실현되지 못했으며 1900년대 초 현재 양곤이 갖고 있는 대부분의 철도가 모두 시설됐다.

## 노선
미얀마의 철도는 상미얀마 철도, 하미얀마 철도, 얀군 도시순환철도로 나뉜다.

## 같이 보기
- 미얀마의 교통